# Minen in der Schlacht bei Messines

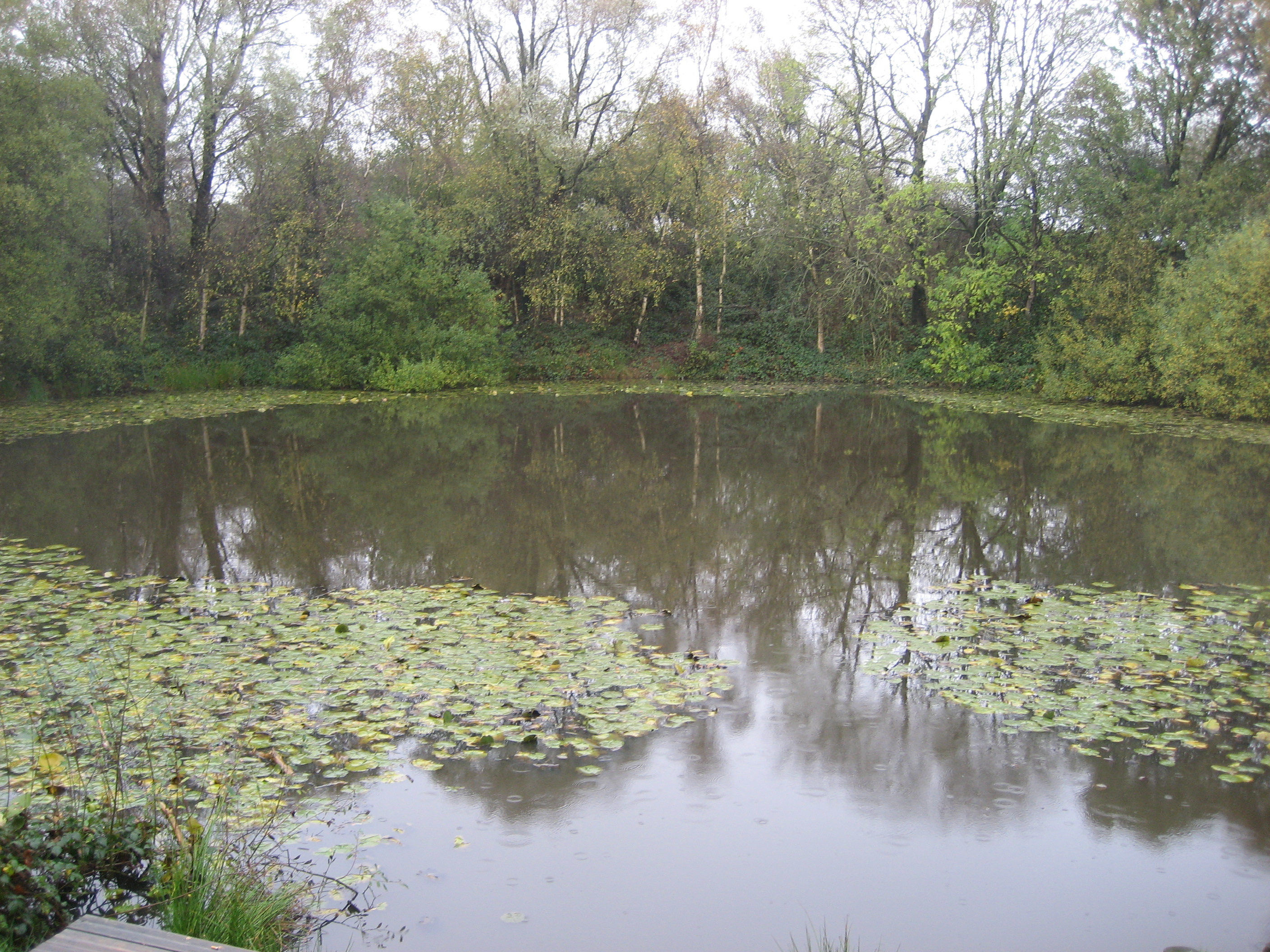
„Pool of Peace“ (übersetzt: Friedensteich), verursacht durch die Spanbroekmolen-Mine. Der Sprengkrater hatte einen Durchmesser von 76 Metern und war 12 Meter tief.

Die Minen in der Schlacht bei Messines waren ausgedehnte unterirdische Stollen, die während des Ersten Weltkrieges im Vorfeld der Schlacht bei Messines (7. Juni bis 14. Juni 1917) von britischen Truppen in der Nähe von Mesen in Belgien unter den deutschen Stellungen an der Westfront im Wytschaete-Bogen bei Ypern angelegt wurden.

## Geschichte

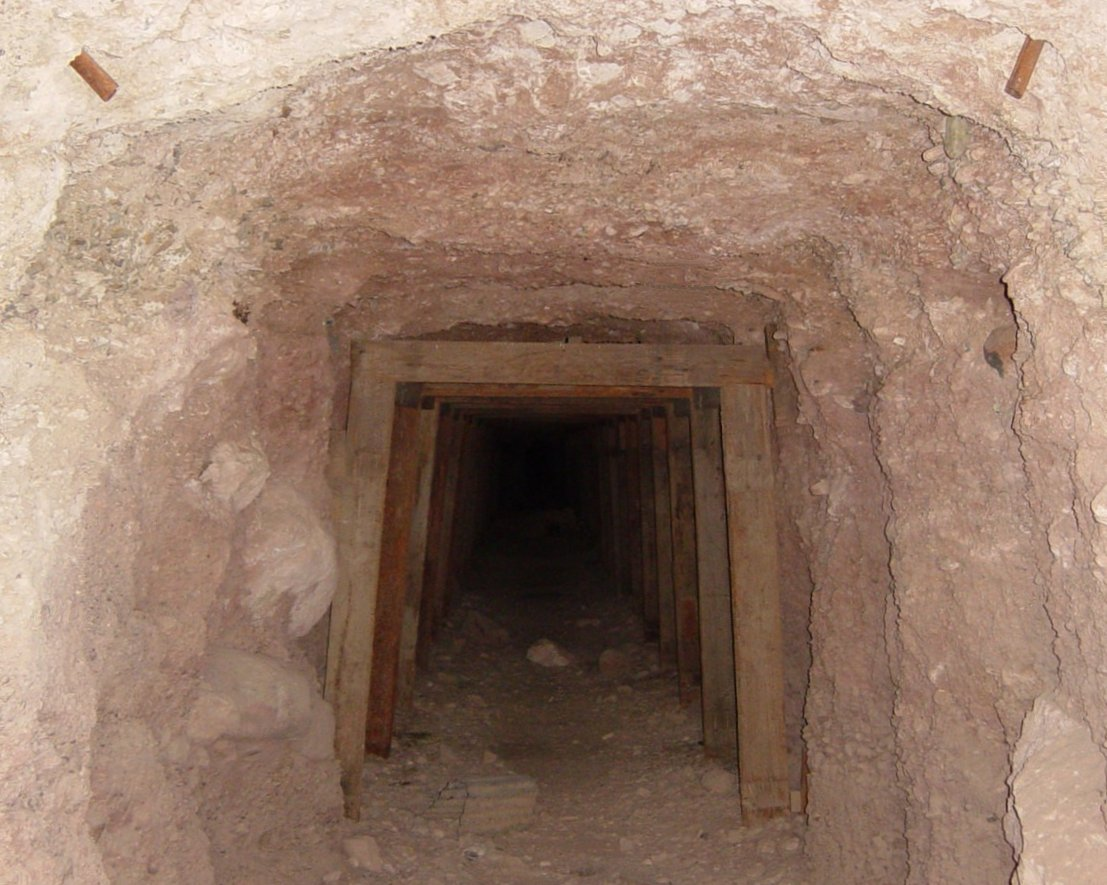
Beispiel eines vergleichbaren Stollens.

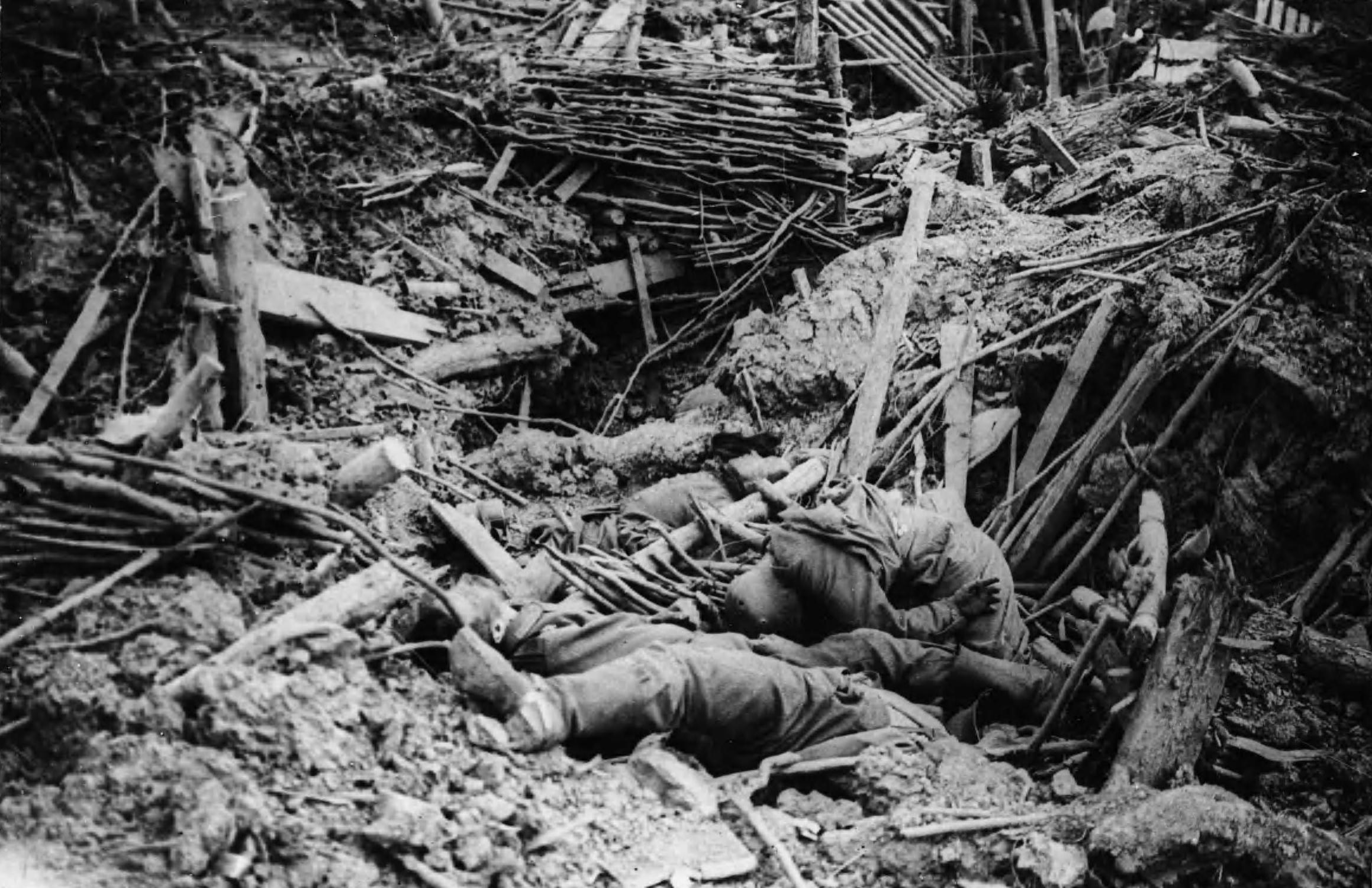
Tote deutsche Soldaten in den Resten eines Schützengrabens nach einer Minensprengung bei Mesen

Für den Bau der Minenschächte wurden Sappeure und Mineure beziehungsweise Bergleute aus allen Teilen des British Empire eingesetzt, im Fall der Minen bei Messines stammten sie besonders aus England und Wales, Kanada und Australien. Die gegnerischen Stellungen wurden so weit wie möglich untergraben, die Stollen anschließend mit mehreren Tonnen Ammonal-Sprengstoff gefüllt und unter strengster Geheimhaltung zum Teil über mehrere Monate einsatzbereit gehalten. Die Länge der Tunnel unter dem Schlachtfeld bei Mesen betrug an die 8.000 m; dies schloss auch die heftig umkämpfte Höhe 60 mit ein.
Eine der Minen (La Petite Douve Farm) wurde nach Entdeckung durch deutsche Truppen aufgegeben und nicht gesprengt, eine weitere (Peckham 2) nach einem Tunneleinsturz ebenfalls aufgegeben. Beide sind wahrscheinlich, neben den Minen Birdcage 1, 2 und 4, bis heute scharf geladen und unter Umständen noch zündfähig. Es kann allerdings davon ausgegangen werden, dass die Stollen inzwischen komplett geflutet sind. Die erst genannte Mine mit ihren 25 Tonnen Sprengstoff gilt als die größte noch nicht geborgene Sprengladung der Welt. Birdcage 3 wurde während des Ersten Weltkrieges ebenfalls nicht gesprengt, blieb aber ebenfalls scharf geladen und explodierte 1955 bei einem Gewitter. Bei der Explosion kam eine Kuh ums Leben. Die Position von drei weiteren nicht gesprengten und scharf geladenen Minen (Birdcage 1, 2 und 4) ist nicht mehr genau bekannt.
Zum Auftakt der Schlacht bei Messines am 7. Juni 1917 um 3:10 Uhr früh wurden die meisten der von den alliierten Truppen angelegten Stollenminen zur Explosion gebracht, wobei die Zündung nach einer unregelmäßigen Abfolge erfolgte. Es „stiegen neunzehn gigantische Rosen mit glutroten Blättern oder … riesige Pilze … langsam und majestätisch aus der Erde auf und zersprangen dann unter gewaltigem Dröhnen, wobei sie farbenprächtige Flammensäulen, mit Erde und Splittern vermischt, hoch in den Himmel jagten“. So erinnerte sich ein Überlebender an die Detonation von mehr als 400 Tonnen Sprengstoff. Die Sprengungen erzeugten 19 riesige Sprengkrater und richteten an den deutschen Stellungen entlang des Frontabschnittes enorme Verwüstungen an. Schwer getroffen waren Teile der 204. württembergischen Infanterie-Division, der 2. und 35. preußischen Infanterie-Division sowie der bayerischen 4. Infanterie-Division. Die in der Ablösung begriffene 3. bayerische Division und sächsische 40. Infanterie-Division erlitten schwerste Verluste; bis zu 10.000 Soldaten kamen dabei ums Leben. Die deutsche Verteidigung des Frontabschnittes brach zusammen, die erste Linie wurde komplett überrannt. Zwischen 08:00 Uhr und 09:00 Uhr nahmen die britischen Truppen Wijtschate und Mesen ein, erst in der Sehnenstellung konnten sie aufgehalten werden.
Der Stabschef der 2. Britischen Armee, General Sir Charles Harington, schrieb am Vorabend der Schlacht bei Messines: „Ich weiß nicht, ob wir morgen die Geschichte ändern werden, aber auf jeden Fall werden wir die Landschaft ändern.“ Die Explosion der Minen war das lauteste bis dahin von Menschen erzeugte Geräusch und konnte angeblich bis Dublin und von Premierminister David Lloyd George in der Londoner Downing Street No. 10 gehört werden; sie gilt als eine der größten nichtnuklearen Explosionen aller Zeiten.

## Liste der Minen
| Nr. | Bezeichnung             | Lage der Spreng- kammer                | Spreng- ladung | Tunnel- länge | Tiefe | Bau- beginn       | Bau- ende        | Verbleib                                                             | Kommentar |
| --- | ----------------------- | -------------------------------------- | -------------- | ------------- | ----- | ----------------- | ---------------- | -------------------------------------------------------------------- | --- |
| 1   | Hill 60                 | 50° 49′ 26″ N, 2° 55′ 44″ O            | 53.500 lbs     | 354 m         | 30 m  | 22. August 1915   | 1. August 1916   | gesprengt am 7. Juni 1917                                            | Auch als „Hill 60 A“ bezeichnet; gemeinsamer Tunnel mit Caterpillar. Der hier ab Sommer 1915 als Berlin Tunnel angelegte Zugangsstollen mit zwei Sprengkammern (Hill 60 A und Hill 60 B) gehörte zu den ersten alliierten Minen bei Ypern. Die ursprünglich für den Kampf um Höhe 60 geplanten Minen wurde schließlich in die Planungen für die Schlacht bei Messines einbezogen. Im August 1916 wurde der Berlin Tunnel durch Wassereinbruch beschädigt, ab November 1916 wieder in Stand gesetzt. Die Instandhaltung wurde durch deutsche Gegenstollen erheblich erschwert. |
| 2   | Caterpillar             | 50° 49′ 20″ N, 2° 55′ 43″ O            | 70.000 lbs     | 427 m         | 33 m  | 22. August 1915   | 18. Oktober 1916 | gesprengt am 7. Juni 1917                                            | Auch als „Hill 60 B“ bezeichnet; die Anlage bestand aus einem gemeinsamen Zugangsstollen (Berlin Tunnel) mit zwei Sprengkammern (Hill 60 A und Hill 60 B). Zur Geschichte der Minen unter Höhe 60 siehe die Ausführungen oben. |
| 3   | St Eloi                 | 50° 48′ 32″ N, 2° 53′ 39″ O            | 95.600 lbs     | 408 m         | 42 m  | 16. August 1915   | 11. Juni 1916    | gesprengt am 7. Juni 1917                                            | Größte Einzelexplosion in der Schlacht bei Messines, bei der auch ein Doppel-Explosionskrater von 1916 zerstört wurde. Die Instandhaltung der fertigen 95.600 lbs-Mine war durch deutsche Gegenstollen erheblich erschwert worden. Lage heute neben weiterem Doppel-Explosionskrater von 1916. |
| 4   | Hollandscheschur Farm 1 | 50° 47′ 50″ N, 2° 52′ 10″ O            | 34.200 lbs     | 251 m         | 20 m  | 18. Dezember 1915 | 20. Juni 1916    | gesprengt am 7. Juni 1917                                            | Lage rund um die ehemalige deutsche Günther-Stellung, unweit der Bayernwald-Stellung zwischen Wijtschate und Voormezele. Die Anlage bestand aus drei Sprengkammern (Hollandscheschur Farm 1, 2, 3) mit einem gemeinsamen Zugangsstollen. Die Instandhaltung wurde durch deutsche Gegenstollen erheblich erschwert. Luftbild 2. |
| 5   | Hollandscheschur Farm 2 | 50° 47′ 49″ N, 2° 52′ 4″ O             | 14.900 lbs     | 137 m         | 18 m  | 18. Dezember 1915 | 11. Juli 1916    | gesprengt am 7. Juni 1917                                            | Lage rund um die ehemalige deutsche Günther-Stellung, unweit der Bayernwald-Stellung zwischen Wijtschate und Voormezele. Die Anlage bestand aus drei Sprengkammern (Hollandscheschur Farm 1, 2, 3) mit einem gemeinsamen Zugangsstollen. Die Instandhaltung wurde durch deutsche Gegenstollen erheblich erschwert. Luftbild 2. |
| 6   | Hollandscheschur Farm 3 | 50° 47′ 53″ N, 2° 52′ 5″ O             | 17.500 lbs     | 244 m         | 18 m  | 18. Dezember 1915 | 20. August 1916  | gesprengt am 7. Juni 1917                                            | Lage rund um die ehemalige deutsche Günther-Stellung, unweit der Bayernwald-Stellung zwischen Wijtschate und Voormezele. Die Anlage bestand aus drei Sprengkammern (Hollandscheschur Farm 1, 2, 3) mit einem gemeinsamen Zugangsstollen. Die Instandhaltung wurde durch deutsche Gegenstollen erheblich erschwert. Luftbild 2. |
| 7   | Petit Bois 1            | 50° 47′ 19″ N, 2° 51′ 55″ O            | 30.000 lbs     | 616 m         | 19 m  | 16. Dezember 1915 | 30. Juli 1916    | gesprengt am 7. Juni 1917                                            | Lage westlich von Wijtschate. Die Anlage bestand aus zwei Sprengkammern (Petit Bois 1, 2) mit einem gemeinsamen Zugangsstollen. Mine durch deutschen Gegenstollen erheblich beschädigt, vor der Zündung in der Schlacht bei Messines aber rechtzeitig wiederhergestellt. Luftbild des Doppel-Explosionskraters |
| 8   | Petit Bois 2            | 50° 47′ 22″ N, 2° 51′ 56″ O            | 30.000 lbs     | 631 m         | 23 m  | 16. Dezember 1915 | 15. August 1916  | gesprengt am 7. Juni 1917                                            | Lage westlich von Wijtschate. Die Anlage bestand aus zwei Sprengkammern (Petit Bois 1, 2) mit einem gemeinsamen Zugangsstollen. Mine durch deutschen Gegenstollen erheblich beschädigt, vor der Zündung in der Schlacht bei Messines aber rechtzeitig wiederhergestellt. Luftbild des Doppel-Explosionskraters |
| 9   | Maedelstede Farm        | 50° 46′ 58″ N, 2° 51′ 57″ O            | 94.000 lbs     | 518 m         | 33 m  | 3. September 1916 | 2. Juni 1917     | gesprengt am 7. Juni 1917                                            | Lage westlich von Wijtschate. Die Anlage war ursprünglich als Stollen mit zwei Sprengkammern (Wytschaete Wood, Maedelstede Farm) geplant, für den Abtransport des Aushubs wurde eine eigene Gleisanlage gebaut. Aus Zeitgründen wurde die Wytschaete Wood-Mine nicht realisiert, die Maedelstede Farm-Mine jedoch rechtzeitig fertiggestellt. Luftbild des Explosionskraters |
| 10  | Peckham 1               | 50° 46′ 47″ N, 2° 51′ 50″ O            | 87.000 lbs     | 349 m         | 23 m  | 20. Dezember 1915 | 19. Juni 1916    | gesprengt am 7. Juni 1917                                            | Die fertige Anlage bestand aus zwei Sprengkammern (Peckham 1, 2) mit einem gemeinsamen Zugangsstollen, wovon Peckham 1 in der Schlacht bei Messines gezündet wurde. König Georg V. besuchte den Explosionskrater im Juli 1917. Er gilt heute als größter erhaltener Krater der Messines-Minen. Abbildung des Explosionskraters |
| 11  | Peckham 2               | 50° 46′ 52″ N, 2° 51′ 56″ O (vermutet) | 20.000 lbs     | 122 m         | 23 m  | 20. Dezember 1915 | Dezember 1916    | nach Tunneleinbruch aufgegeben und nicht gezündet                    | Lage unter einem Bauernhaus. Die fertige Anlage bestand aus zwei Sprengkammern ( Peckham 1, 2) mit einem gemeinsamen Zugangsstollen, wovon Peckham 2 nach einem Tunneleinbruch aufgegeben und nicht gezündet wurde. |
| 12  | Spanbroekmolen          | 50° 46′ 33″ N, 2° 51′ 42″ O            | 91.000 lbs     | 521 m         | 29 m  | 1. Januar 1916    | 26. Juni 1916    | gesprengt am 7. Juni 1917                                            | Diese Mine befand sich an einem der höchstgelegenen Punkte der Hügelkette um Messines. Sie wurde im Februar 1917 durch deutsche Truppen entdeckt, später zurückgewonnen und in der Schlacht bei Messines eingesetzt. Später auch „Lone Tree Crater“ genannt; 1929 von der Stiftung Toc H in Poperinge angekauft, heute Gedenkstätte „Pool of Peace“. Abbildung des Explosionskraters |
| 13  | Kruisstraat 1           | 50° 46′ 15″ N, 2° 51′ 53″ O            | 30.000 lbs     | 492 m         | 19 m  | 2. Januar 1916    | 5. Juli 1916     | gesprengt am 7. Juni 1917                                            | Gemeinsamer Tunnel mit Kruisstraat 4, zusammen gezündet. Bauvorbereitungen für eine Doppelmine ab Dezember 1915. Die erste Sprengladung von 30.000 lbs wurde am Ende eines 492 m langen Tunnels platziert, die zweite (Kruisstraat 2) rund 50 Meter rechts daneben. Eine dritte Ladung (Kruisstraat 3) wurde zwei Monate später angebracht, eine vierte Ladung (Kruisstraat 4) im Jahr 1917. Von den einst vier Explosionskratern sind heute noch zwei erhalten, die von der ersten und zweiten Sprengladung stammen dürften. Abbildungen des Doppel-Explosionskraters: Bild 1, Bild 2, Bild 3 |
| 14  | Kruisstraat 2           | 50° 46′ 15″ N, 2° 51′ 53″ O            | 30.000 lbs     | 451 m         | 21 m  | 2. Januar 1916    | 23. August 1916  | gesprengt am 7. Juni 1917                                            | Bauvorbereitungen für eine Doppelmine ab Dezember 1915. Die zweite Sprengladung von 30.000 lbs wurde dabei rund 50 Meter rechts der ersten (Kruisstraat 1) positioniert. Eine dritte Ladung (Kruisstraat 3) wurde zwei Monate später angebracht, eine vierte Ladung (Kruisstraat 4) im Jahr 1917. Von den einst vier Explosionskratern sind heute noch zwei erhalten, die von der ersten und zweiten Sprengladung stammen dürften. Abbildungen des Doppel-Explosionskraters: Bild 1,Bild 2, Bild 3 |
| 15  | Kruisstraat 3           | 50° 46′ 21″ N, 2° 52′ 2″ O             | 30.000 lbs     | 658 m         | 17 m  | 2. Januar 1916    | 23. August 1916  | gesprengt am 7. Juni 1917                                            | Zwei Monate nach den Ladungen der ursprünglichen Doppelmine Kruisstraat 1 und Kruisstraat 2 wurde eine dritte Sprengladung von ebenfalls 30.000 lbs angebracht, welche zudem den längsten Tunnel aller Minen bei Messines aufwies. Eine vierte Ladung wurde 1917 im Zuge von Reparaturen hinzugefügt (Kruisstraat 4). Von den einst vier Explosionskratern sind heute noch zwei erhalten, die von der ersten und zweiten Sprengladung stammen dürften. |
| 16  | Kruisstraat 4           | 50° 46′ 16″ N, 2° 51′ 54″ O            | 19.500 lbs     | 492 m         | 19 m  | Februar 1917      | 5. Juli 1917     | gesprengt am 7. Juni 1917                                            | Gemeinsamer Tunnel mit Kruisstraat 1, zusammen gezündet. Als der Stollen der ursprünglichen Doppelmine im Februar 1917 durch eine deutsche Gegenmine beschädigt wurde, fügte man im Zuge der Reparaturen eine vierte Ladung von 19.500 lbs hinzu. Von den einst vier Explosionskratern sind heute noch zwei erhalten, die von der ersten und zweiten Sprengladung stammen dürften. |
| 17  | Ontario Farm            | 50° 45′ 50″ N, 2° 52′ 37″ O            | 60.000 lbs     | 392 m         | 34 m  | 28. Januar 1917   | 6. Juni 1917     | gesprengt am 7. Juni 1917                                            | Lage westlich von Mesen. Bei der Explosion hinterließ diese Mine im weichen Lehmboden keinen Krater, sondern nur eine leichte Geländevertiefung. |
| 18  | La Petite Douve Farm    | 50° 45′ 11″ N, 2° 51′ 55″ O            | 50.000 lbs     | 518 m         | 23 m  | 28. Januar 1916   | fertiggestellt   | nach Entdeckung durch deutsche Truppen aufgegeben und nicht gezündet | Lage unter der Scheune des heutigen Bauernhofs „La Basse Cour“; die Mine ist bis heute nicht entschärft. Die in Bau befindliche Mine wurde am 24. August 1916 durch einen deutschen Gegenstollen entdeckt, geflutet und aufgegeben. |
| 19  | Trench 127 Left         | 50° 44′ 55″ N, 2° 54′ 14″ O (ungefähr) | 36.000 lbs     | 302 m         | 25 m  | 28. Dezember 1915 | 20. April 1916   | gesprengt am 7. Juni 1917                                            | Lage östlich von St. Yvon/St. Yves, auch „Trench 127 North“ genannt. Der Explosionskrater wurde gegen Mitte des 20. Jh. mit Bauschutt verfüllt und ist heute nicht mehr sichtbar. Er befand sich in einem Feld unweit des Khaki Chums Cross-Denkmals. |
| 20  | Trench 127 Right        | 50° 44′ 51″ N, 2° 54′ 17″ O            | 50.000 lbs     | 405 m         | 26 m  | 28. Dezember 1915 | 9. Mai 1916      | gesprengt am 7. Juni 1917                                            | Lage östlich von St. Yvon/St. Yves, auch „Trench 127 South“ oder „Ash Crater“ genannt. Er befindet sich in einem Feld unweit des Khaki Chums Cross-Denkmals, ist aber inzwischen teilweise verfüllt. |
| 21  | Trench 122 Left         | 50° 44′ 36″ N, 2° 54′ 45″ O            | 20.000 lbs     | 296 m         | 20 m  | Februar 1916      | 14. April 1916   | gesprengt am 7. Juni 1917                                            | Lage östlich von St. Yvon/St. Yves, auch „Factory Farm 1“ oder „Ultimo Crater“ genannt, heute von einem Erdwall aus Trümmern und Bäumen umgeben. Bauvorbereitungen für eine im Schützengrabensystem Trench 122 beginnende Doppelmine ab 15. Januar 1915. Als die erste Sprengladung von 20.000 lbs im Mai 1916 einsatzbereit war, wurde eine zweite unter dem Bauernhof „Factory Farm“ angebracht. Abbildung des Explosionskraters |
| 22  | Trench 122 Right        | 50° 44′ 30″ N, 2° 54′ 47″ O            | 40.000 lbs     | 241 m         | 25 m  | Februar 1916      | 11. Juni 1916    | gesprengt am 7. Juni 1917                                            | Lage östlich von St. Yvon/St. Yves, auch „Factory Farm 2“ oder „Factory Farm Crater“ genannt Bauvorbereitungen für eine im Schützengrabensystem Trench 122 beginnende Doppelmine ab 15. Januar 1915. Als die erste Sprengladung einsatzbereit war, wurde eine zweite von 40.000 lbs am Ende einer 200 m langen Verzweigung unter dem Bauernhof „Factory Farm“ angebracht. Abbildungen des Explosionskraters: Bild 1, Bild 2. |
| 23  | Birdcage 1              | 50° 44′ 21″ N, 2° 54′ 27″ O (ungefähr) | 20.000 lbs     | 130 m         | 18 m  | Dezember 1915     | 7. März 1916     | nicht gezündet                                                       | Auch als Trench 121 bezeichnet; hier waren fünf Minen geplant, von denen vier (Birdcage 1-4) gebaut wurden. Lage östlich von Ploegsteert bei der ehemaligen deutschen, von den Briten so bezeichneten Birdcage-Stellung bei Le Pelerin am südlichen Ende des Bergrückens bei Ypern. Nicht gezündet, weil die Mine zum Zeitpunkt des Angriffs bereits zu weit von der Frontlinie entfernt lag. Die Position dieser Mine ist nur ungefähr bekannt. |
| 24  | Birdcage 2              | 50° 44′ 20″ N, 2° 54′ 28″ O (ungefähr) | 32.000 lbs     | 236 m         | 18 m  | Dezember 1915     | fertiggestellt   | nicht gezündet                                                       | Auch als Trench 121 bezeichnet; hier waren fünf Minen geplant, von denen vier (Birdcage 1-4) gebaut wurden. Lage östlich von Ploegsteert bei der ehemaligen deutschen, von den Briten so bezeichneten Birdcage-Stellung bei Le Pelerin am südlichen Ende des Bergrückens bei Ypern. Nicht gezündet, weil die Mine zum Zeitpunkt des Angriffs bereits zu weit von der Frontlinie entfernt lag. Die Position dieser Mine ist nur ungefähr bekannt. |
| 25  | Birdcage 3              | 50° 44′ 20″ N, 2° 54′ 31″ O            | 26.000 lbs     | 261 m         | 20 m  | Dezember 1915     | 30. April 1916   | nicht gezündet, am 17. Juni 1955 während eines Gewitters explodiert  | Auch als Trench 121 bezeichnet; hier waren fünf Minen geplant, von denen vier (Birdcage 1-4) gebaut wurden. Lage östlich von Ploegsteert bei der ehemaligen deutschen, von den Briten so bezeichneten Birdcage-Stellung bei Le Pelerin am südlichen Ende des Bergrückens bei Ypern. Nicht gezündet, weil die Mine zum Zeitpunkt des Angriffs bereits zu weit von der Frontlinie entfernt lag. Explodiert 1955 während eines Gewitters, dabei wurde eine Kuh getötet. Der Sprengtrichter hatte einen Durchmesser von 40 Metern und wurde bald darauf wieder verfüllt, ist jedoch aus der Luft noch gut sichtbar. Er befand sich auf einer Weide östlich des Ploegsteerter Waldes neben dem Huttebergweg. |
| 26  | Birdcage 4              | 50° 44′ 20″ N, 2° 54′ 30″ O (ungefähr) | 34.000 lbs     | 239 m         | 18 m  | Dezember 1915     | fertiggestellt   | nicht gezündet                                                       | Auch als Trench 121 bezeichnet; hier waren fünf Minen geplant, von denen vier (Birdcage 1-4) gebaut wurden. Lage östlich von Ploegsteert bei der ehemaligen deutschen, von den Briten so bezeichneten Birdcage-Stellung bei Le Pelerin am südlichen Ende des Bergrückens bei Ypern. Nicht gezündet, weil die Mine zum Zeitpunkt des Angriffs bereits zu weit von der Frontlinie entfernt lag. Die Position dieser Mine ist nur ungefähr bekannt. |

## Bilder

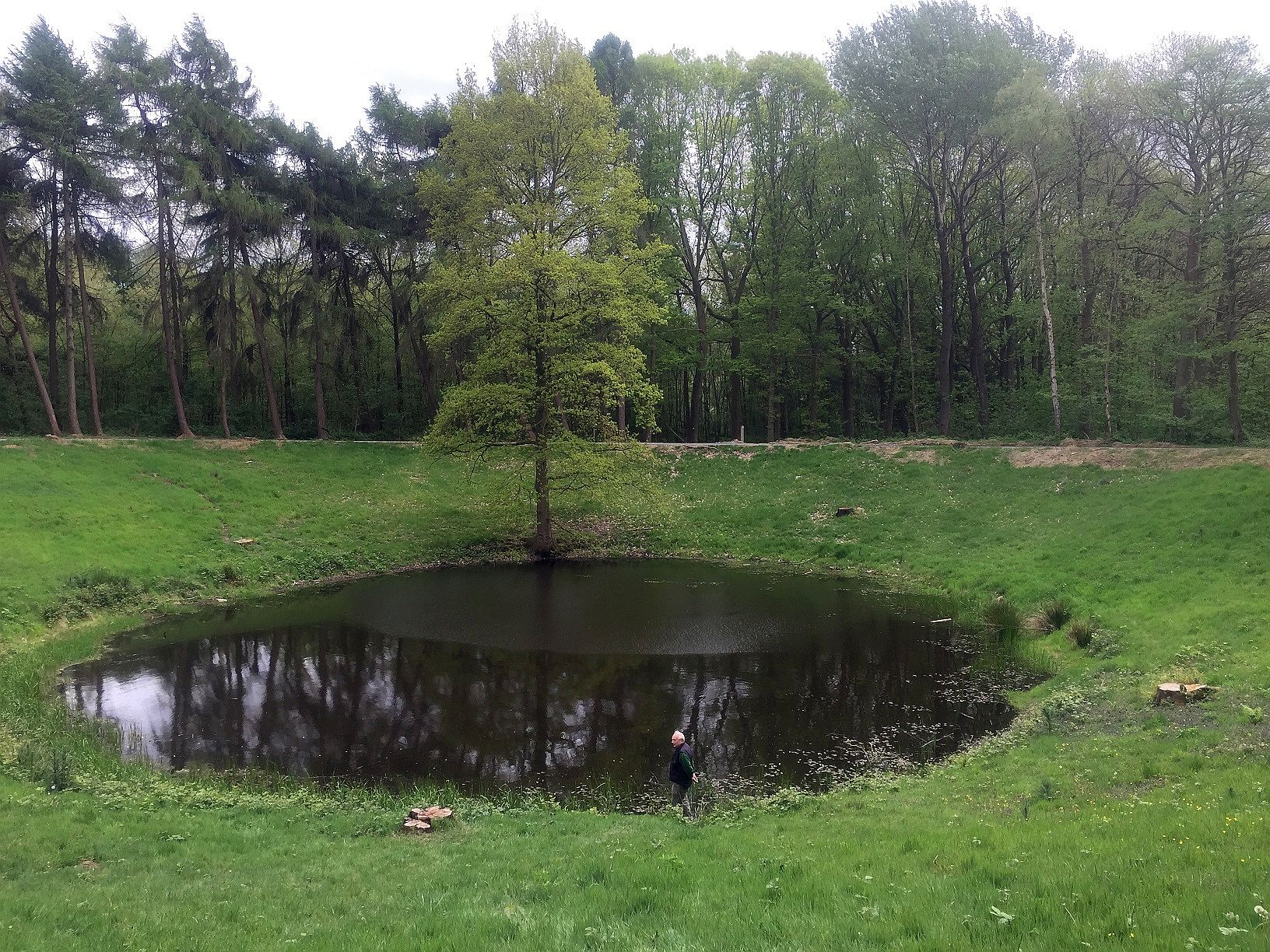
Minenkrater von 1917 bei Caterpillar
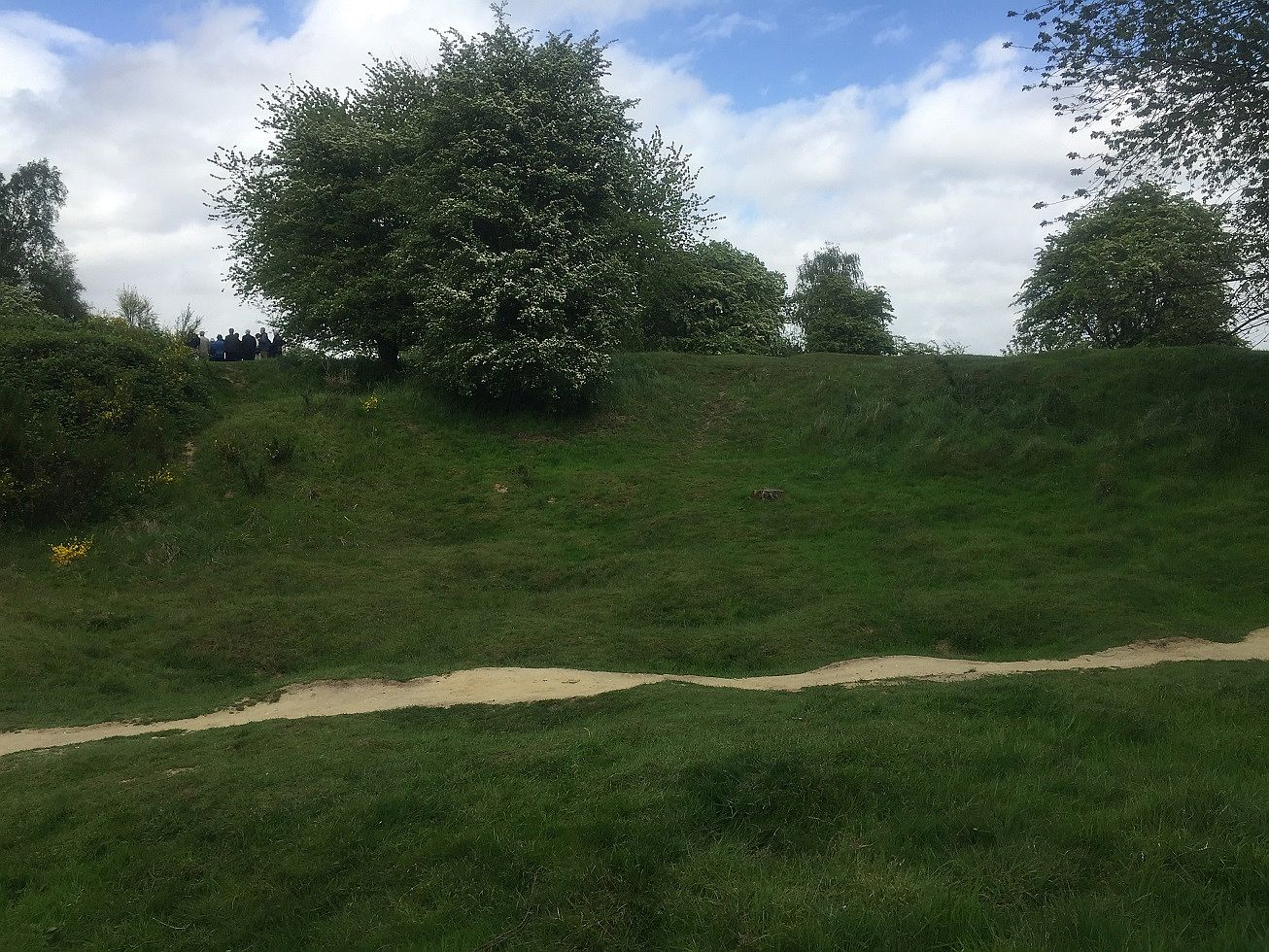
Minenkrater von 1917 bei Höhe 60
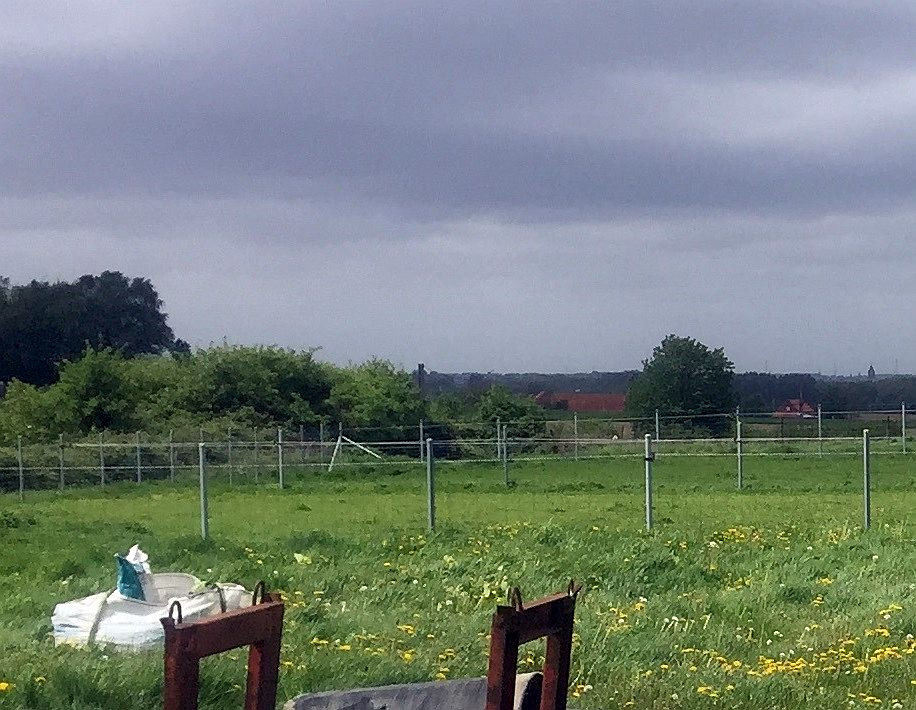
Eingang zum „Berlin Tunnel“, der zu Hill 60 und zu den Minen bei Caterpillar führt
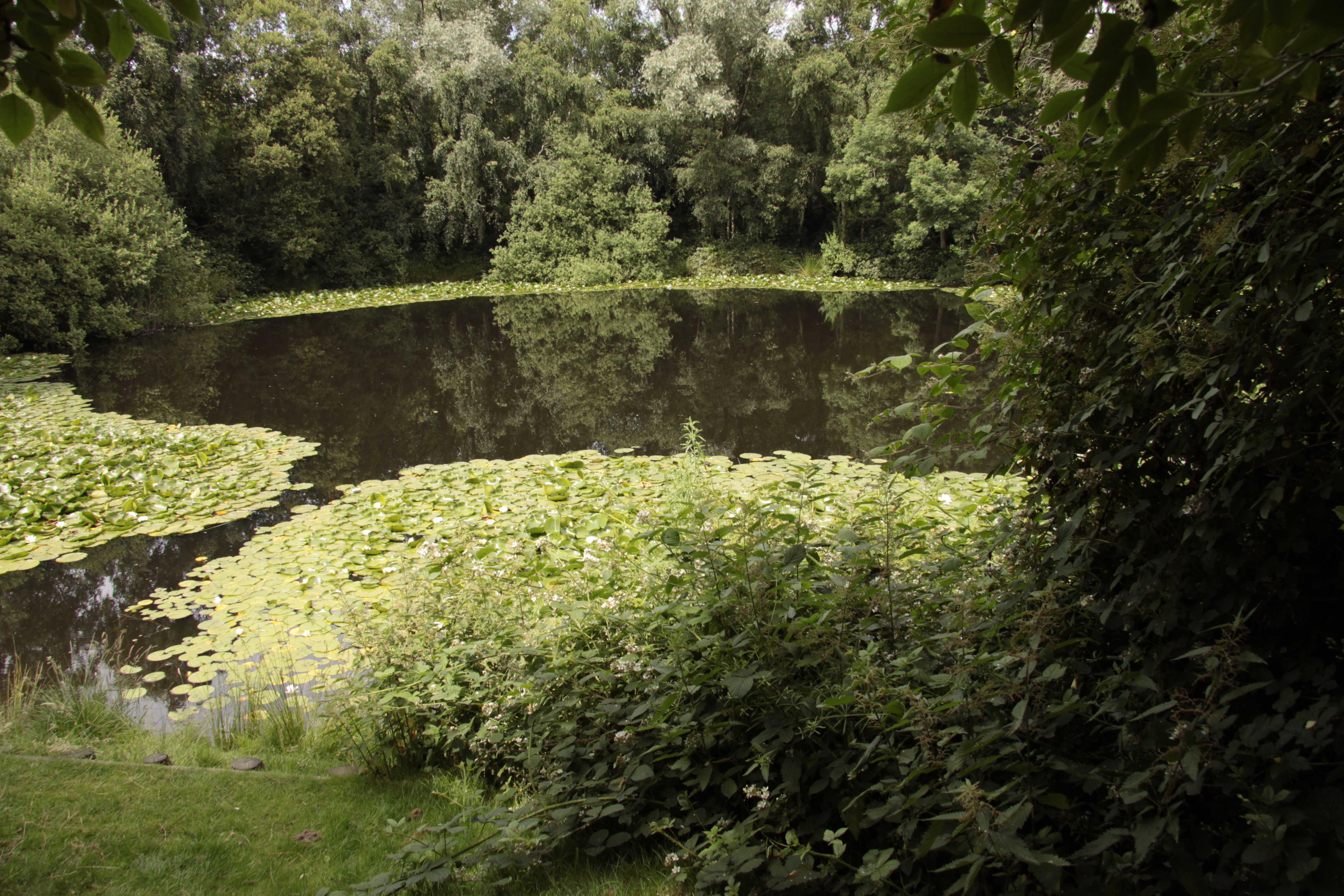
Minenkrater von 1917 bei Spanbroekmolen
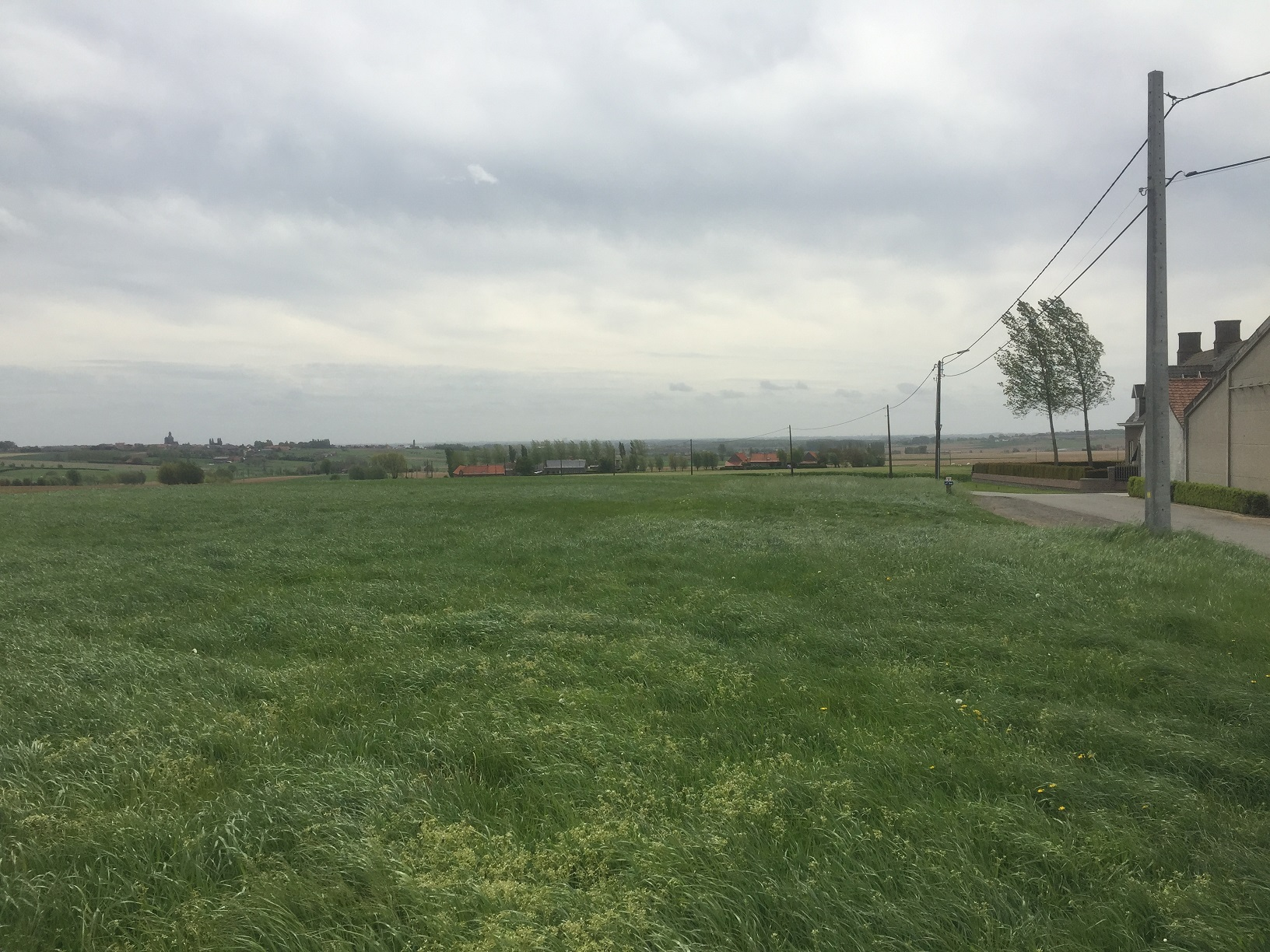
Blick vom Spanbroekmolen-Krater in Richtung der Kruisstraat-Krater
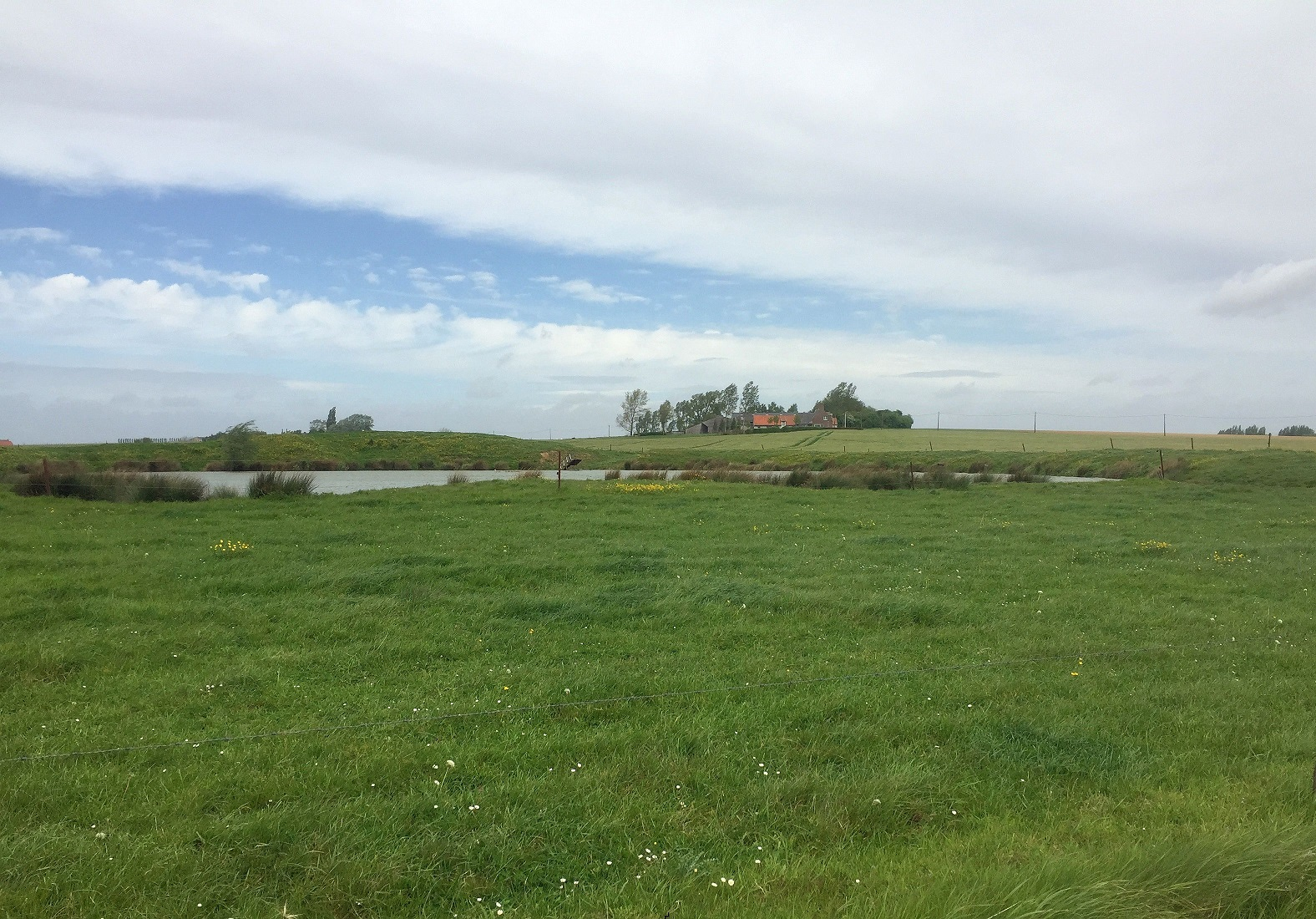
Krater einer der 1917 gesprengten Kruisstraat-Minen, Blick in Richtung des Spanbroekmolen-Kraters